# Nauruische Sprache
Nauruisch (Ausspracheⓘ, dorerin Naoero) ist eine mikronesische Sprache. Sie wird lediglich auf Nauru gesprochen.

## Dialekte
Gemäß einem 1937 in Sydney veröffentlichten Bericht gab es in Nauru bis 1888, als Deutschland Kolonialmacht wurde, und bis zur Veröffentlichung der ersten in Nauruisch geschriebenen Texte eine Vielzahl an Dialekten. Die Variationen waren teilweise so unterschiedlich, dass Leute aus verschiedenen Distrikten offensichtlich Probleme hatten, sich vollständig zu verstehen. Mit dem zunehmenden Einfluss ausländischer Sprachen und der vermehrten Veröffentlichung von nauruischen Texten vermischten sich die Dialekte zu einer Standardsprache, welche auch durch die Wörterbücher und Übersetzungen von Alois Kayser und Philip Delaporte gefördert wurde.
Heute gibt es praktisch keine Variationen oder Dialekte mehr. Einzig im Distrikt Yaren wird noch ein Dialekt gesprochen, welcher sich jedoch kaum noch unterscheiden lässt; der gleichnamige Dialekt wird in Yaren und nächster Umgebung gesprochen.

## Alphabet
In der nauruischen Schriftsprache wurden ursprünglich nur 17 Buchstaben gebraucht:
- Die fünf Vokale: a, e, i, o, u
- Zwölf Konsonanten: b, d, g, j, k, m, n, p, q, r, t, w

Die Buchstaben c, f, h, l, s, v, x, y und z wurden nicht miteinbezogen. Mit dem wachsenden Einfluss ausländischer Sprachen – vor allem Deutsch, englisch-basierte Kreolsprachen (Tok Pisin, Bislama) und Kiribati – bürgerten sich allmählich immer mehr Buchstaben in das nauruische Alphabet ein. Hinzu kam die phonetische Differenzierung einiger Vokale, sodass Umlaute und andere ähnlich klingende Laute nun mit einer Tilde versehen wurden.

### Reformversuch 1938
1938 gab es durch das nauruische Sprachkomitee um Timothy Detudamo den Versuch, die Sprache für Europäer und Amerikaner besser verständlich zu machen. Es war vorgesehen, dass man für die verschiedenen Vokallaute so viel diakritische Zeichen wie möglich einführte, um die Vielfalt der nauruischen Sprache schriftlich darzulegen. Schließlich wurde aber entschieden, nur ein diakritisches Zeichen, einen Akzent, an Stelle der bisherigen Tilde einzuführen, sodass die Umlaute „õ“ und „ũ“ durch „ò“ und „ù“ ersetzt wurden. Das „ã“ wurde dem „e“ gleichgesetzt.
Weiter wurde die Einführung des „y“ beschlossen, um von Wörter mit dem englischen „j“ (z. B. puji) zu unterscheiden. So änderte sich z. B. ijeiji zu iyeyi. Das „ñ“ wurde durch „ng“ ersetzt, um vom spanischen Ñ zu unterscheiden. Auch wurden die Doppelkonsonanten „bu“ und „qu“ durch „bw“ und „kw“ ersetzt. Dazu wurde das bisher übliche „ts“, welches wie das englische „j“ auszusprechen ist, durch ebendieses „j“ ersetzt; beispielsweise änderte sich Baiti in Beiji. Auch wurde das an Wortenden geschriebene „w“ entfernt.
Diese Reformen konnten sich nur teilweise bis gar nicht durchsetzen: die Umlaute „õ“ und „ũ“ werden noch immer mit Tilden geschrieben. Jedoch werden heute die Buchstaben „ã“ und „ñ“ nur noch selten benutzt und durch „e“ und „ng“ ersetzt werden, wie es die Reform vorschrieb. Ebenfalls durchgesetzt hat sich die Schreibung der Doppelkonsonanten „bw“ und „kw“. Umstritten ist das „j“, welches an Stelle von „ts“ trat, sowie das „y“. So werden z. B. die Distrikte Baiti und Ijuw (gemäß Reform Beiji und Iyu) noch immer nach alter Schreibweise geschrieben. Das „y“ konnte sich jedoch weitgehend reformgemäß durchsetzen.
Somit werden heute folgende 28 lateinische Buchstaben verwendet.
- Vokale: a, ã, e, i, o, õ, u, ũ
- Semivokal: j
- Konsonanten: b, c, d, f, g, h, j, k, l, m, n, ñ, p, q, r, s, t, w, y, z

Bis heute nicht verwendet werden die Buchstaben v und x.

### Aussprache der Vokale
Die Vokale mit Tilden bezeichnen generell Umlaute, d. h., das ã wird wie ein ä, das õ wie ein ö und das ũ wie ein ü ausgesprochen.
- Der Vokal a hat fünf verschiedene Klänge:
  - wie im englischen Wort „father“. Beispiel: abab („töten“)
  - wie im französischen Wort „madame“. Beispiel: e man („er ist gestorben“)
  - wie im englischen Wort „quantity“. Beispiel: ouwak („breit, groß“)
  - wie im französischen Wort „lâche“. Beispiel: eokwan („die Sonne“)
  - wie im deutschen Wort „Mähne“ (ã). Beispiel: imuinãn („die Neuigkeiten“)

- Der Vokal e hat drei verschiedene Klänge:
  - wie im englischen Wort „pet“. Beispiel: emedena („die Straße“)
  - wie im englischen Wort „pain“. Beispiel: innen („seine Mutter“)
  - wie im französischen Wort „épée“. Beispiel: bebe („leicht, nicht schwer“)

- Der Vokal i hat zwei verschiedene Klänge:
  - wie im deutschen Wort „Sinn“. Beispiel: imin („Ding, Sache“)
  - ein Mischklang aus „ü“ und „i“, welcher auch manchmal im Schweizerdeutschen vorkommt. Beispiel: ninenin („fest ziehen“)

- Der Vokal o hat drei verschiedene Klänge:
  - wie im englischen Wort „roll“. Beispiel: bobo („riechen“)
  - wie im englischen Wort „son“. Beispiel: „ekom“ („gerichtliche Anfrage“)
  - wie im deutschen Wort „Möhre“ oder im französischen Wort „feu“ (õ). Beispiel: ebõg („Süßwasser“)

- Der Vokal u hat vier verschiedene Klänge:
  - wie im englischen Wort „took“. Beispiel: dudu („wässern“)
  - wie im deutschen Wort „Mühe“ (ũ). Beispiel: ibũgibũgi („Gras“)
  - ein tieferer Klang als das ü in „Mühe“. Beispiel: iju („Fisch“)
  - ein Mischklang aus „u“ und „ü“. Beispiel: ewadudu („Hügel“)

### Aussprache der Konsonanten
Der Buchstabe N mit Tilde (Ñ) steht für den Laut ng. Obwohl nauruische Wörter mit „ñ“ heute mit „ng“ geschrieben werden sollten, wird das veraltete „ñ“ dennoch häufig benutzt. Beispiel: Der Distrikt Meneng heißt auf Nauruisch sowohl Meneñ als auch Meneng.

## Textbeispiel
Folgendes Textbeispiel stammt aus der Bibel (Genesis, 1.1–1.8):
1Ñaga ã eitsiõk õrig imim, Gott õrig ianweron me eb. 2Me eitsiõk erig imin ñana bain eat eb, me eko õañan, mi itũr emek animwet ijited, ma Anin Gott õmakamakur animwet ebõk. 3Me Gott ũge, Enim eaõ, me eaõen. 4Me Gott ãt iaõ bwo omo, me Gott õekae iaõ mi itũr. 5Me Gott eij eget iaõ bwa Aran, me E ij eget itũr bwa Anũbũmin. Ma antsiemerin ma antsioran ar eken ũrõr adamonit ibũm. 6Me Gott ũge, Enim tsinime firmament inimaget ebõk, me enim ekae ebõk atsin eat ebõk. 7Me Gott eririñ firmament, mõ õ ekae ebõk ñea ijõñin firmament atsin eat ebõk ñea itũgain firmament, mõ ũgan. 8Me Gott eij egen firmament bwe Ianweron. Ma antsiemerin ma antsioran ar eke ũrõr karabũmit ibũm.

## Einige Wörter
Auffallend ist, dass im nauruischen Wortschatz einige deutsche Lehnwörter enthalten sind (Gott, Firmament), was auf den starken Einfluss von deutschen Missionaren zurückzuführen ist. Im heutigen Nauruischen sind aufgrund der engen Anbindung Naurus an Australien auch viele englische Wörter zu finden.
| Nauruisch      | Deutsch                 |
| anubumin       | Nacht                   |
| aran           | Tag                     |
| aròùrö         | Strand                  |
| bagadugu       | Vorfahren               |
| ebe            | Arm                     |
| (e)kamawir omo | Mit freundlichen Grüßen |
| ebok           | Wasser                  |
| firmament      | Gewölbe; Firmament      |
| Gott           | Gott                    |
| ianweron       | Himmel                  |
| iao            | Licht                   |
| iow            | Frieden                 |
| itũr           | Finsternis, Dunkelheit  |
| òebwepoi       | versammeln              |
| õrig           | schuf                   |
| tarawong (ka)  | Tschüss; Bis bald       |